# Georgios Fotinos
Georgios Fotinos (griechisch Γεώργιος Φωτεινός, auch als Georges Foteinos, Photinos oder Photeinos transkribiert; * 1876; † 1961) war Professor für Dermatologie an der Universität von Athen zwischen 1910 und 1956; seine Spezialität waren Hautkrankheiten wie Lepra.
Er hatte ein besonderes Interesse an Bildung und Wissensverbreitung. Er legte den Grundstein für eine einzigartige medizinische Moulage-Sammlung in Griechenland.

## Leben
Fotinos studierte in Paris (Hôpital Saint-Louis) zwischen 1902 und 1905. Er setzte seine Ausbildung in Berlin bei Professor Oskar Lassar fort, wo er den Bildhauer Heinrich Kasten kennenlernte, der ihn die notwendigen technischen Kenntnisse und Fähigkeiten auf dem Gebiet des medizinischen Gießens lehrte. Der junge Athener Professor bat zunächst den Pariser Künstler Jules Baretta (1834–1923) um Hilfe bei der Gestaltung seiner Kollektion in Griechenland. Baretta weigerte sich aber.
Fotinos wurde der erste Direktor der Andreas-Syngros-Krankenhauses für Dermatologie und Geschlechtskrankheiten (griechisch Νοσοκομείο «Ανδρέας Συγγρός» Nosokomio „Andreas Syngros“), das 1910 als erstes dermatologisch-venerologisches Krankenhaus in Europa gegründet wurde.
Während seiner Amtszeit dort von 1912 legte Fotinos den Grundstein für das Moulagenmuseum Andreas-Syngros-Museum (gr. Mousio Andrea Syngrou Μουσείο Ανδρέα Συγγρού). Der griechische Maler K. Ch. Mitropoulos lieferte in späteren Jahren einen wesentlichen Beitrag zu dieser speziellen Sammlung, die Kunst und Wissenschaft verbindet.

## Bedeutung
Die Syngros-Sammlung ist heute die drittgrößte Moulage-Sammlung der Welt, nach den Sammlungen von Paris (Hôpital Saint-Louis) und Wien (Sammlung im Narrenturm). Die Sammlung ist international auch einfach als die Griechischen Moulagen bekannt.